# Blighiopsis
Blighiopsis é um género botânico pertencente à família Sapindaceae.